# Васьянов, Роман Сергеевич
Рома́н Серге́евич Васья́нов (род. 24 октября 1980, Москва) — российский кинорежиссёр, сценарист и кинооператор.

## Биография
Роман Васьянов родился 24 октября 1980 года в Москве. В детстве занимался фотографией вместе с отцом, который работал на ЗИЛе и снимал как фрилансер для журналов. Позднее благодаря другу отца, М. Д. Коропцову, познакомился с профессией кинооператора. В 1998 году поступил во ВГИК (мастерская В. И. Юсова). На XXIV Международном фестивале ВГИК получил приз за лучшую операторскую работу в кинофильме «Прятки» (реж. В. Панов). Ещё учась во ВГИКе, работал ассистентом оператора Ю. Райского на съёмках культового телесериала «Бригада». Окончил ВГИК в 2003 году.
Снял более 300 рекламных роликов для брендов Philips, Puma, Budweiser, Dell, Pepsi и других.
В 2007 году вышла снятая Романом Васьяновым картина «Тиски» режиссёра Валерия Тодоровского. В 2008 году сотрудничество продолжилось, и был снят отмеченный многочисленными наградами фильм «Стиляги».
В 2010 году Роман Васьянов был награждён призом за лучшую операторскую работу на кинофестивале «Кинотавр» за фильм «Явление природы». Эта картина режиссёров Александра Лунгина и Сергея Осипьяна по рассказам писателя Юрия Коваля была снята на фотоаппарат «Canon Mark II», что было первым опытом в полнометражном кино.
В том же году Роман Васьянов снял рекламный фильм для компании Philips «Подарок» («The Gift»), поставленный зятем Ридли Скотта, Карлом Эриком Риншем (позднее снявшим картину «47 ронинов»). Фильм «Подарок» выиграл приз «Каннский лев» на международном фестивале рекламы.
После этого Васьянов начал работать в Америке. Снимал рекламу, короткометражки, малобюджетные проекты: «Жизнь в мотеле» с Эмилем Хиршем, Стивеном Дорффом и Дакотой Фэннинг, независимый конспирологический триллер «Группировка „Восток“» с Эллен Пейдж, «Опасная иллюзия» с Шайей Лабафом и полицейский триллер «Патруль» режиссёра Дэвида Эйера с Джейком Джилленхолом и Майклом Пенья. «Патруль» принёс Васьянову номинацию на премию «Независимый дух» за Лучшую работу оператора.
В 2014 году Васьянов вновь работал с режиссёром Дэвидом Эйером в фильме о Второй Мировой войне «Ярость» с Брэдом Питтом в главной роли. В 2016 году был снят третий фильм с Дэвидом Эйером — «Отряд самоубийц» и началась подготовка к следующему проекту — «Яркость» с Уиллом Смитом и Джоэлом Эдгертоном. Фильм вышел в прокат в конце 2017 года.
В 2019 году был снят фильм «Одесса» с режиссёром Валерием Тодоровским. Работа была отмечена премией «Золотой орёл». В этом же году Васьянов запустился с режиссёрским дебютом, поставив фильм «Общага» — экранизацию романа «Общага-на-Крови» писателя Алексея Иванова. Картина вышла в российский прокат 7 октября 2021 года.

## Фильмография

### Режиссёр и сценарист
- 2021 — Общага

### Кинооператор
- 2004 — Мужчины не плачут, реж. Сергей Бобров
- 2005 — Мужчины не плачут 2, реж. Сергей Бобров
- 2005 — Ночной продавец, реж. Валерий Рожнов
- 2006 — Охота на пиранью, реж. Андрей Кавун
- 2007 — Тиски, реж. Валерий Тодоровский
- 2008 — Стиляги, реж. Валерий Тодоровский
- 2010 — Явление природы, реж. Александр Лунгин, Сергей Осипьян
- 2010 — Подарок / The Gift, к/м, реж. Карл Ринш
- 2012 — Жизнь в мотеле / The Motel Life, реж. Алан Польски, Гейб Польски
- 2012 — Патруль / End of Watch, реж. Дэвид Эйер
- 2013 — Группировка «Восток» / The East, реж. Зал Батманглидж
- 2013 — Опасная иллюзия / Charlie Countryman, реж. Фредрик Бонд
- 2014 — Ярость / Fury, реж. Дэвид Эйер
- 2016 — Отряд самоубийц / Suicide Squad, реж. Дэвид Эйер
- 2017 — Стена / The Wall, реж. Даг Лайман
- 2017 — Спасибо за вашу службу / Thank You for Your Service, реж. Джейсон Холл
- 2017 — Яркость / Bright, реж. Дэвид Эйер
- 2019 — Тройная граница / Triple Frontier, реж. Дж. С. Чендор
- 2019 — Одесса, реж. Валерий Тодоровский
- 2024 — Лимонов, баллада об Эдичке / Limonov: The Ballad, реж. Кирилл Серебренников